# Provincie Como
Como (Provincia di Como) je provincie v oblasti Lombardie. Sousedí na severu a západě se Švýcarskem, na východě s provinciemi Sondrio a Lecco, na jihu s provincií Milano a na západě s provincií Varese. Na břehu Luganského jezera na švýcarském území je enkláva provincie Como Campione d'Italia.

## Geografie
Území provincie je fyzickogeografického hlediska různorodé, od horských oblastí (nejvyšší hora Cardinello, 2 521 m n. m.) přes jezera (největší Lario) až k nížinám.